# Pálos kolostor (Nagyvázsony)

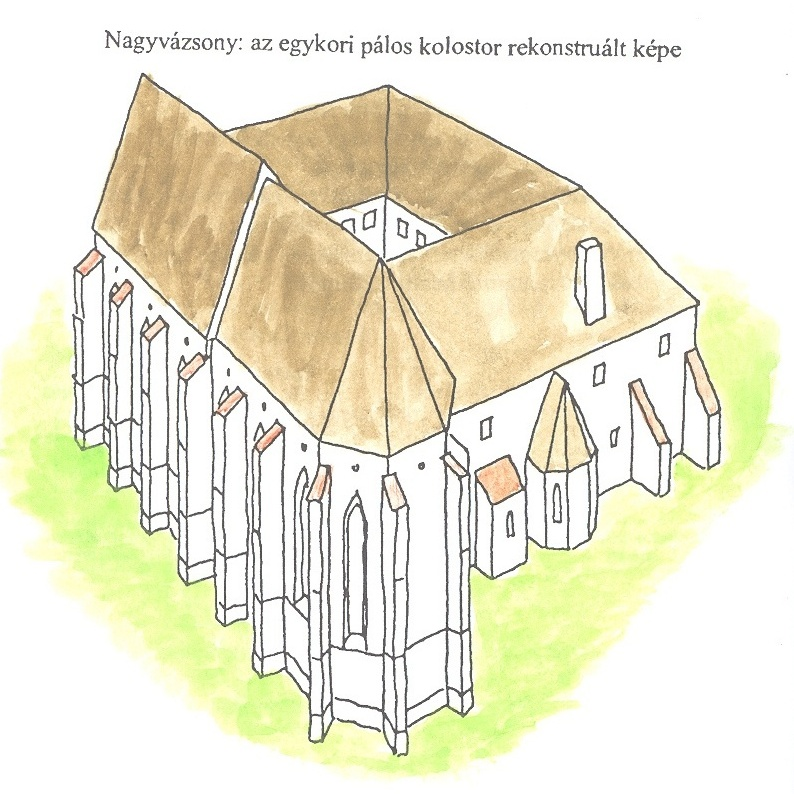
A pálos kolostor egykori fényében. Guzsik Tamás kutatásai nyomán készült rajz

1478-ban Kinizsi Pál pálosokat telepített a mezővárossá kinevezett Vázsonyba. A pálos-rendi Szent Mihály-kolostort a legendás törökverő hadvezér és apósa Magyar Balázs, a fekete sereg híres hadvezére  alapította a Bakony ősrengetegében, a „csend honában”, Vázsony várától nyugatra, valamikor 1480-1483 között.

## A kolostor története
A mondai hagyomány szerint Kinizsi Pál egyik török rabjának váltságdíjából épült volna a kolostor. Az alapítók célja az volt, hogy ez legyen családi temetkezőhelyük. Az alapítók bőkezűségére mi sem jellemzőbb, mint az, hogy a hagyomány szerint 26 személy eltartására volt elégséges az alapítvány. Kinizsit valóban ide is temették (1494 végén). Sírját föltárták, sírköve a nagyvázsonyi vár kápolnájában látható. A kolostor templomát Szent Mihály tiszteletére szentelték föl.
Az 1543-ban elnéptelenedett kolostor sorsát megpecsételte Veszprém várának török kézre kerülése (1552). Azért, hogy a törökök nehogy erődítménnyé alakítsák, s ezzel fenyegethessék a közeli vázsonyi végvárat, a többi környékbeli kolostorral együtt fölrobbantották. Köveit részben a vázsonyi vár 16-17. századi építkezéseihez, részben a 18. századi falu házainak építkezéseihez hordták el. A falutól viszonylag távol eső templom helyreállítását plébániatemplom céljára nem találták alkalmasnak, helyette a település központjában épült barokk plébániatemplom.
A kolostor romjainak állagmegóvására, kisebb kiegészítésekre 1960-ban került sor. Azóta (noha közben csaknem fél évszázad telt el) nemigen törődtek vele, bár védett műemlék.

### A templom öröksége

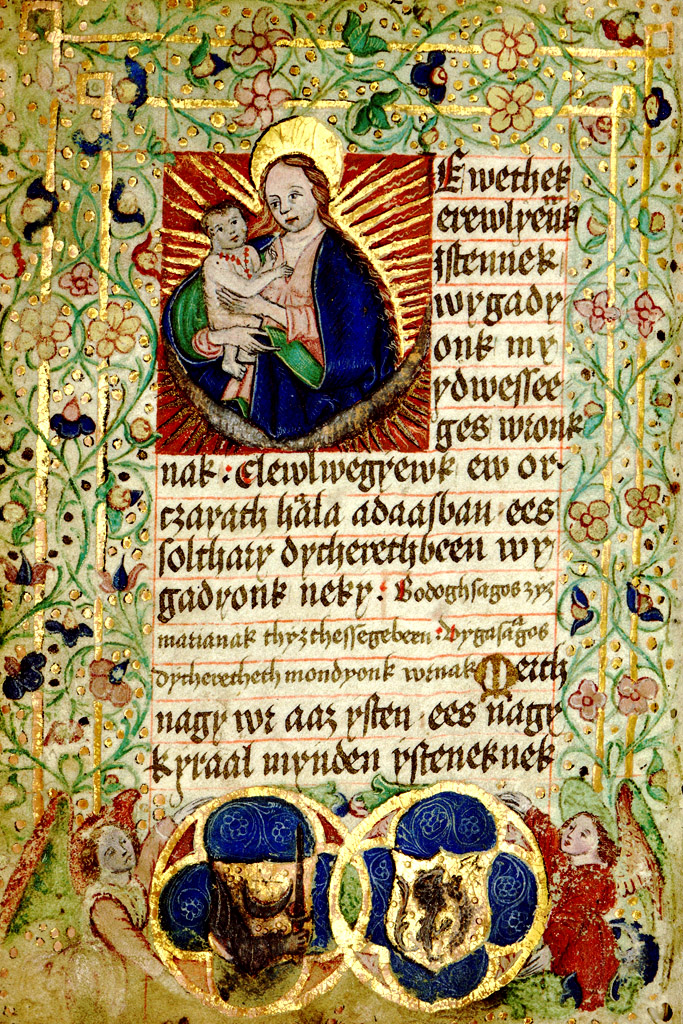
Magyar nemzeti ereklye. Kinizsi Pálné Magyar Benigna pálos szerzetesek által készített 208 levél terjedelmű, magyar nyelvű imádságos könyvének egy lapja a Festetich-kódexből

#### Építészeti emlékek
Temploma nagyméretű (31 m hosszú, szentélye 8, hajója 9,5 m széles), egyhajós, sokszögzáródású szentélyű. Egykor pompás gótikus hálóboltozat fedte. A szentély végfala teljes magasságban megmaradt. A templom hajójának alapfalai maradtak. A templom északi oldalához épült hozzá a kolostori négyszög, amelynek a templomhoz közeli falrészletei magasabban állnak. A kolostorhoz gazdasági épületek is tartoztak. Az egészet fal övezte, amelyet 1959-ben csak részben tártak föl az Éri István régész által vezetett ásatás során.

#### Középkori írásos emlékek
A kolostorban művelt, buzgó szerzetesek éltek. Munkálkodásuk gyümölcsei közül máig fönnmaradt négy kézzel írott kódex. Az egyik a veszprémvölgyi apácamonostor számára íródott, kettő Magyar Benigna, Kinizsi Pál felesége számára készült (az 1494 körül alkotott Festetich-kódex és az 1513-ban írt Czech-kódex), a negyediket (Peer-kódex) a feltételezések szerint a szomszédos Csepely faluban élt Simon nevű kisnemes kapta (1518 körül). A középkori írásos emlékeinkből meglehetősen kevés maradt ránk, ezért különleges értéket képviselnek azok a megmaradt kódexek, melyek a vázsonyi pálos kolostorban íródtak. Az ásatás tanúsága szerint a kolostorban magas művészi szinten dolgozó könyvkötők is tevékenykedtek.

## Képgaléria

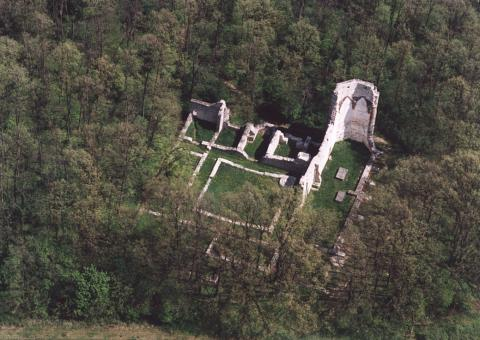
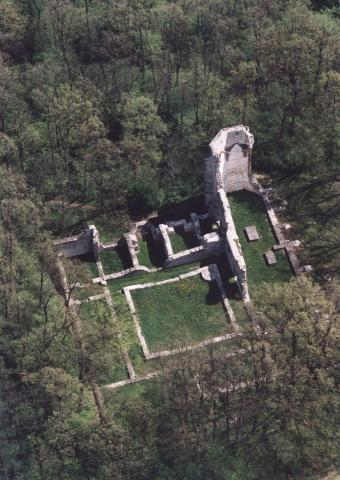
Légifotók a kolostorromról
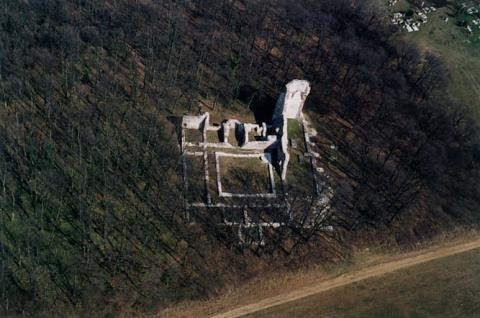